# انجمن منشور طراحان
انجمن منشور طراحان (به انگلیسی: Chartered Society of Designers) (اختصاری CSD) یک بدنۀ حرفه‌ای برای طراحان است. این تنها هیئت طراحان حرفه‌ای دارای مجوز سلطنتی است. عضویت آن چند‌رشته‌ای است - به نمایندگی از طراحان در تمام رشته‌های طراحی از جمله طراحی داخلی، طراحی محصول، طراحی گرافیک، طراحی مُد و پارچه.
این انجمن که در سال ۱۹۳۰ میلادی به عنوان انجمن هنرمندان صنعتی تأسیس شد، توسط منشور سلطنتی (اعطاء شده در سال ۱۹۷۶ میلادی) اداره می‌شود. اعضا بر اساس یک آئین‌نامۀ رفتاری موظف به تمرین با بالاترین استانداردهای حرفه‌ای هستند. سی‌اس‌دی یک مؤسسه خیریۀ ثبت شده‌ است (شمارۀ خیریۀ ثبت شدۀ بریتانیا ۲۷۹۳۹۳). حامی سلطنتی آن شاهزاده فیلیپ، دوک ادینبرو بود.
سی‌اس‌دی یک سازمان/انجمن تجاری نیست و به عنوان یک انجمن علمی عمل می‌کند. عضویت در انجمن به طراحان واجد شرایطی اعطاء می‌شود که صلاحیت خود را در برابر سی‌پی‌اس‌کی (CPSK) (تی‌ام) (خلاقیت، حرفه‌ای بودن، مهارت‌ها و دانش) نشان دهند. اعضاء با استفاده از حروف پسا-اسمی، ام‌سی‌اس‌دی (MCSD) (تی‌ام) یا اف‌سی‌اس‌دی (FCSD) (تی‌ام) (به ترتیب نشان‌دهندۀ عضو یا همکار) شناسایی می‌شوند.
سایر عناوین پسا-اسامی که توسط این انجمن اعطاء می‌شود عبارتند از: HonFCSD HonMCSD Assoc.CSD aCSDf aCSDm تمامی پسا-اسامی علائم تجاری ثبت‌شده هستند.
منشور سلطنتی این انجمن بیان می‌کند: انجمن تأسیس گردیده تا توجه به اصول صحیح طراحی را در همۀ زمینه‌هایی که ملاحظات طراحی در آن‌ها اعمال می‌شود، برای تمرین بیشتر طراحی و تشویق مطالعۀ تکنیک‌های طراحی به نفع جامعه تشویق کند. ایمن‌سازی و ارتقای مجموعه‌ای حرفه‌ای از طراحان و تنظیم و کنترل عملکرد آن‌ها به نفع صنعت طراحی و عموم مردم.
انجمن در سال ۱۹۸۸ میلادی مؤسسۀ طراحان داخلی بریتانیا را ادغام کرد. قدمت این مؤسسه به سال ۱۸۹۸ میلادی بازمی‌گردد و می‌توان ریشه‌های آن را تا سال ۱۲۳۶ میلادی و انجمن صنفی نقاشان و رنگرزها ردیابی کرد.
دفتر مرکزی انجمن در شمارۀ ۱، دادگاه سیدر، محوطهٔ رویال اوک، خیابان برموندزی در لندن است.